# 萨拉内
萨拉内（羅馬化：Sarany）是俄罗斯彼尔姆边疆区的市级镇，属戈尔诺扎沃茨克区，地处彼尔姆边疆区东部，位于区行政中心戈尔诺扎沃茨克及边疆区首府彼尔姆东北方。卡马河流域维利瓦河一支流维扎伊河从该镇附近流过。
东侧有市级镇比谢尔、乔普拉亚戈拉、普罗梅斯拉。
建于19世纪，与矿业有关。该地2022年人口有861人；2010年人口1,097；2002年人口1,255；1989年人口1,351。